# 40

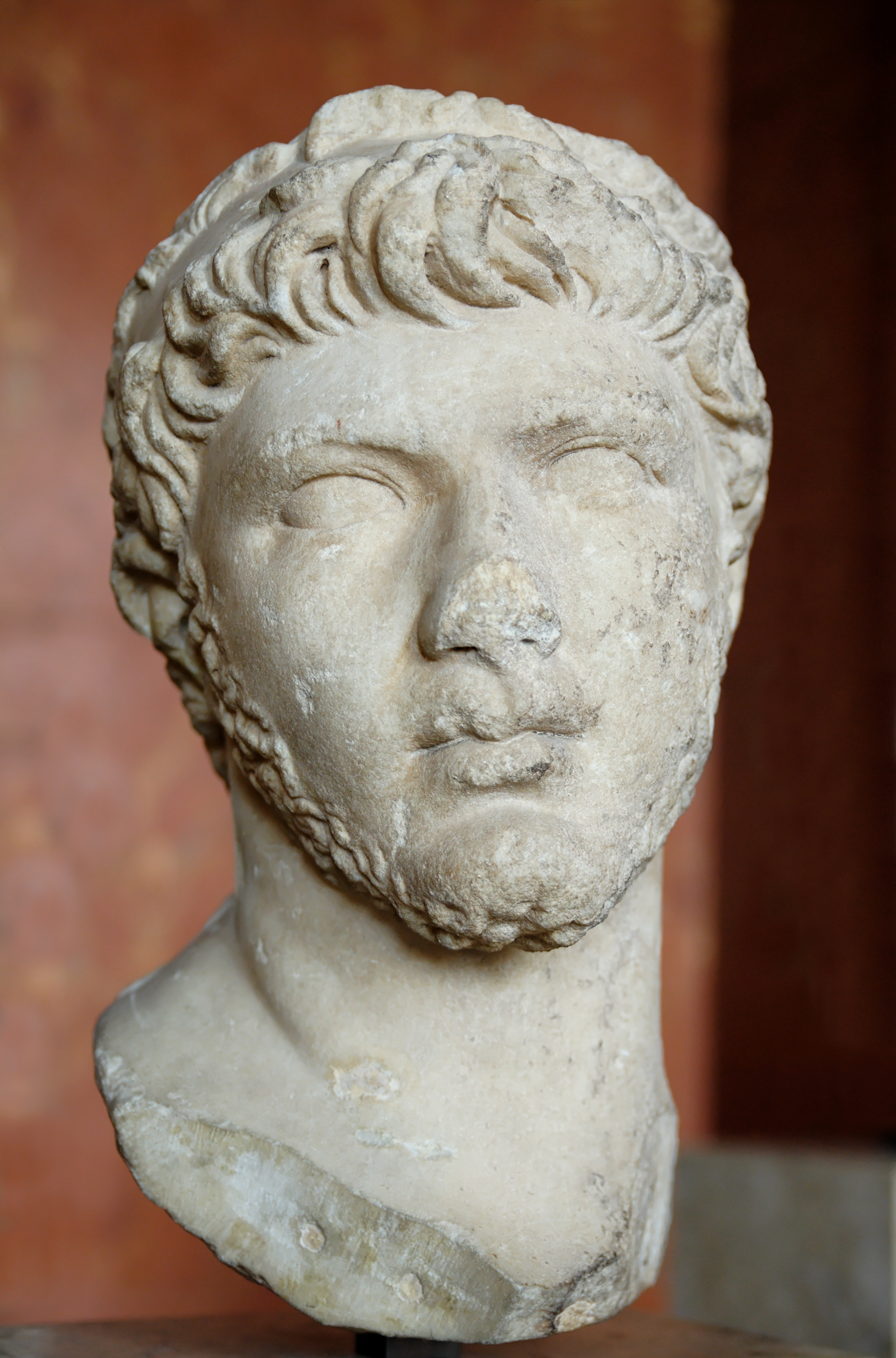
Ptolemaeus van Mauretania, laatste koning van Mauretania

Het jaar 40 is het 40e jaar in de 1e eeuw volgens de christelijke jaartelling.

## Gebeurtenissen

### Romeinse Rijk
- Keizer Caligula wordt door de Senaat tot godheid verheven, hij benoemt zijn favoriete paard Incitatus tot senator.
- Ptolemaeus van Mauretanië, zoon van Juba II, wordt naar Rome ontboden en beschuldigd van een samenzwering.
- Caligula neemt na het overlijden van Ptolemaeus zijn kapitaal in beslag, in Mauretania breken opstanden uit.
- In Alexandrië dreigt een burgeroorlog tussen de Griekse en de Joodse inwoners als de Romeinse gouverneur beelden van de keizer in de synagoges laat plaatsen. Philo van Alexandrië gaat namens de Joden praten met keizer Caligula.

### Europa
- Cunobelin van Groot-Brittannië is in oorlog met rivaliserende stammen en verovert het gebied van Zuidoost-Engeland. De Atrebati worden verslagen, koning Verica vlucht naar Rome.

### Nederlanden
- Keizer Caligula bezoekt de Lage Landen en maakt plannen voor een invasie naar Britannia. Hij reist met zijn militaire staf vanuit Castellum Fectio (huidige Vechten) naar de Noordzeekust.
- Uitbreiding van Romeinse troepen aan de kust als voorbereiding voor een invasie. De bouw van legerkamp Praetorium Agrippinae voor 2 cohorten bij Valkenburg aan de Rijnmond.
- Aan de kust geeft Caligula de legionairs opdracht hun helmen te vullen met schelpen en laat bij Katwijk als aandenken voor zijn "overwinning op de zee" een vuurtoren bouwen.
- Caligula ziet af van een overtocht naar Britannia en trekt zich zonder territoriale winst terug naar Germania Superior.

### Midden-Oosten
- Malichus II (r. 40 - 70) volgt zijn vader Aretas IV op als koning van de Nabateeërs.
- Keizer Caligula geeft Publius Petronius, gouverneur van Syria, de opdracht een keizerlijk beeld te plaatsen in de tempel in Jeruzalem.

### China
- Einde eerste Chinese overheersing van Vietnam: de zusters Trung (Vietnamees: Hai Bà Trưng) komen in opstand tegen de Han-dynastie, ze bezetten 65 steden en regeren samen over Vietnam.

## Geboren
- 13 juli – Gnaeus Julius Agricola, Romeins consul en veldheer (overleden 93)
- Claudia Octavia, Romeins keizerin en echtgenote van Nero (overleden 62)
- Marcus Valerius Martialis, Romeins epirisch dichter (overleden 103)
- Publius Papinius Statius, Romeins Latijns dichter (overleden 96)
- Titus Petronius Secundus, Romeins prefect (overleden 97)

## Overleden
- Philo van Alexandrië (60), Joods filosoof
- Ptolemaeus van Mauretania, laatste koning van Mauretania

## Verschenen
- Perpiplus van de Erythreese Zee, een Griekse beschrijving over de zeevaart op de Indische Oceaan.